# Стиладарио
Стиладарио (грч. Στυλαδάριο) је приморско насељено место у општини Ситонија у периферији Средишња Македонија, Грчка. Према попису из 2021. године било је без становника.
Насеље је подигнуто осамдесетих година 20. века и први пут се помиње на попису из 1991. године са девет становника.